# Xysticus verneaui
Xysticus verneaui là một loài nhện trong họ Thomisidae.
Loài này thuộc chi Xysticus. Xysticus verneaui được Eugène Simon miêu tả năm 1883.